# بيرت بوم
بيرت بوم (بالهولندية: Bert Boom)‏ هو دراج هولندي، ولد في 6 مايو 1938 في Markelo ‏ في هولندا.

## وصلات خارجية
- بيرت بوم على موقع أرشيف الدراجات (الإنجليزية)